# Max-stabile Prozesse
Max-stabile Prozesse erweitern die mehrdimensionale Extremwerttheorie hin zum unendlichdimensionalen Fall. Ähnlich zum ein- und mehrdimensionalen Fall, tritt ein solcher Prozess als Grenzwert der Maxima von angemessen normalisierten unabhängigen Kopien eines stochastischen Prozesses auf.

## Definition
Sei {\displaystyle T} eine beliebige Indexmenge. Ein stochastischer Prozess {\displaystyle X} heißt max-stabil, falls es Normalisierungskonstanten {\displaystyle a_{n}(t)>0,b_{n}(t)\in \mathbb {R} } gibt, sodass für unabhängige Kopien {\displaystyle X_{1},\dotsc ,X_{n}} des Prozesses {\displaystyle X} gilt
{\displaystyle \left({\frac {\max _{i=1}^{n}X_{i}(t)-b_{n}(t)}{a_{n}(t)}},t\in T\right){\overset {d}{=}}(X(t),t\in T)}.
Die eindimensionalen Randverteilungen eines max-stabilen Prozesses sind durch eine der drei univariaten Extremwertverteilungen gegeben. Im Falle von Fréchet-verteilten Rändern d. h. {\displaystyle \mathbb {P} (X(t)\leq x)=e^{-1/x}} können die Normalisierungskonstanten wie folgt gewählt werden: {\displaystyle a_{n}=n,b_{n}=0}.

## Allgemeines
Seien {\displaystyle Y_{i},i=1,\dotsc ,n} unabhängige Kopien des stochastischen Prozesses {\displaystyle Y}. Gibt es nun Normalisierungskonstanten {\displaystyle c_{n}(t)>0,d_{n}(t)\in \mathbb {R} }, sodass gilt
{\displaystyle \max _{i=1}^{n}{\tfrac {Y_{i}(t)-d_{n}(t)}{c_{n}(t)}}\rightarrow X(t)} für {\displaystyle n\to \infty } und {\displaystyle t\in T} und der Prozess {\displaystyle X} ist nicht degeneriert, so ist {\displaystyle X} ein max-stabiler Prozess. Ein max-stabiler Prozess mit einfachen Fréchet-verteilten Rändern kann mithilfe seiner Spektraldarstellung konstruiert werden.